# Prefab Sprout
A Prefab Sprout egy brit new wave együttes Witton Gilbertből. Az együttest 1978-ban alapították. Egyik legnagyobb sikert hozó albumuk az 1985-ben megjelent Steve McQueen, amely szerepel az 1001 lemez, amit hallanod kell, mielőtt meghalsz című könyvben.

## Diszkográfia
- Swoon (1984)
- Steve McQueen (1985)
- From Langley Park to Memphis (1988)
- Protest Songs (1989)
- Jordan: The Comeback (1990)
- Andromeda Heights (1997)
- The Gunman and Other Stories (2001)
- I Trawl the Megahertz (2003)
- Let's Change the World with Music (2009)
- Crimson/Red (2013)

## Fordítás
- Ez a szócikk részben vagy egészben  a   Prefab Sprout című angol Wikipédia-szócikk fordításán alapul.  Az eredeti cikk szerkesztőit annak laptörténete sorolja fel. Ez a jelzés csupán a megfogalmazás eredetét és a szerzői jogokat jelzi, nem szolgál a cikkben szereplő információk forrásmegjelöléseként.